# Hanging in the Balance
A Hanging in the Balance az amerikai Metal Church ötödik albuma, mely 1994-ben jelent meg.

## Számlista
| #   | Cím                     | Szerző(k)                                 | Hossz |
| --- | ----------------------- | ----------------------------------------- | ----- |
| 1.  | Gods of a Second Chance | Mike Howe, Kurdt Vanderhoof, Paul O'Neill | 5:23  |
| 2.  | Losers in the Game      | Howe, Vanderhoof                          | 5:08  |
| 3.  | Hypnotized              | Howe, John Marshall, Vanderhoof           | 4:43  |
| 4.  | No Friend of Mine       | Howe, Vanderhoof                          | 3:58  |
| 5.  | Waiting for a Savior    | Howe, Vanderhoof, O'Neill                 | 5:48  |
| 6.  | Conductor               | Craig Wells, Vanderhoof                   | 4:10  |
| 7.  | Little Boy              | Marshall, Vanderhoof                      | 8:14  |
| 8.  | Down to the River       | Howe, Vanderhoof                          | 5:01  |
| 9.  | End of the Age          | Howe, Vanderhoof                          | 7:17  |
| 10. | Lovers and Madmen       | Marshall                                  | 2:51  |
| 11. | A Subtle War            | Marshall, Vanderhoof                      | 4:12  |

### Bónusz dal (Európai kiadás)
|     | Cím              | Szerző(k)  | Hossz |
| --- | ---------------- | ---------- | ----- |
| 12. | Low to Overdrive | Vanderhoof | 4:27  |

### Bónusz dalok (Digipak verzió)
|     | Cím                      | Szerző(k)                      | Hossz |
| --- | ------------------------ | ------------------------------ | ----- |
| 12. | Start the Fire (élő)     | David Wayne, Wells, Vanderhoof |       |
| 13. | Fake Healer (élő)        | Marshall, Vanderhoof           |       |
| 14. | Losers in the Game (élő) | Howe, Vanderhoof               |       |

## Közreműködők
- Mike Howe - ének
- John Marshall  - gitár
- Craig Wells - gitár
- Duke Erickson - basszusgitár
- Kirk Arrington - dob

## Fordítás
- Ez a szócikk részben vagy egészben  a   Hanging in the Balance című angol Wikipédia-szócikk fordításán alapul.  Az eredeti cikk szerkesztőit annak laptörténete sorolja fel. Ez a jelzés csupán a megfogalmazás eredetét és a szerzői jogokat jelzi, nem szolgál a cikkben szereplő információk forrásmegjelöléseként.